# Šum
Šum je skup različitih zvučnih i nadzvučnih valova izazvanih vibracijama u nekom sredstvu (na primjer zraku) s kontinuiranim, vremenski nestalnim spektrom. Amplitude, faze i frekvencije tih vibracija ne stoje ni u kakvu pravilnom (harmoničnom) međusobnom odnosu. Šum je svugdje prisutan, a stvaraju ga vjetar, strojevi, promet i slično. Jak šum naziva se bukom. 
Što je veći omjer šuma u odnosu na signal, manja je razumljivost signala. Iako je ljudsko uho sposobno za prilagodbu šumu u smislu usredotočivanja na signal, omjer šuma i signala 1 : 1 već umanjuje razumljivost za 50%. Šum je i važno obilježje govora i zato što je on sastavni dio akustičke definicije skupine konsonanata koji su u fonetici i fonologiji poznati pod nazivom šumnici (opstruenti). Takvi se konsonanti artikuliraju uz potpuno zatvoren prolaz zračnoj struji (koji se naglo otvara pa nastaje prasak) ili tako uzak prolaz da nastaje primjetan šum. Kao takvi tvore prirodnu fonološku kategoriju, to jest podliježu istim fonološkim pravilima, za razliku od suprotne kategorije, takozvanih sonanata (glas). Šum određuje i kakvoću glasa (na primjer dahtav glas).

## Buka
Buka je vrlo glasni, čovjeku neugodni, čak i bolni zvuk. Osnovne značajke buke sadržane su u njezinoj jačini (intenzitetu), ali i u njezinoj kakvoći (dodatni šumovi), visini, trajanju, isprekidanosti ili kontinuiranosti. Stupanj smetanja ovisi o psihološkim čimbenicima (o vrsti zvučnih informacija, očekivanju ili nenadanosti i drugom). Mladeži na primjer ne smeta buka u disko-klubovima; stanaru često ne smeta buka iz susjednog stana ako je unaprijed zamoljen za toleranciju. Čovjeku mnogo manje smeta neizbježiva buka (na primjer šum slapova) nego izbježiva buka. Manje nam smeta buka koju proizvodimo sami od buke koju proizvode drugi. Svaka buka intenziteta većeg od 85 do 90 dB može nakon duge izloženosti uzrokovati trajna oštećenja sluha. Buka se smatra onečišćivačem okoliša, pa se propisuju maksimalno dopuštene granice, izražene u decibelima (dB). Postoje vrlo restriktivni hrvatski i europski propisi za buku koju u nastanjenim područjima stvaraju industrijska postrojenja i prometna sredstva. Standardi maksimalno dopuštene buke, koje propisuje Europska unija, posebno su restriktivni prema motorima s unutarnjim izgaranjem za automobile i zrakoplove.

### Buka u komunikacijskome kanalu
Buka u komunikacijskome kanalu je akustički šum koji nema funkcionalno značenje i koji ometa razumijevanje korisna zvučnog signala. Dok poruka prolazi komunikacijskim (priopćajnim) kanalom, ona nužno nailazi na smetnje, »buku«. Te smetnje mogu biti različite: mehaničke, električne, psihičke, rastresenost, govornikova prehlada, mucanje i tako dalje. Da bi se ta buka neutralizirala te da bi primatelj poruku primio uredno, treba reći više no što je u normalnim uvjetima potrebno. Taj se višak govorenja naziva zalihost (redundancija).

## Električni šum
Električni šum, u fizici i elektrotehnici, je naziv za neravnomjerne i nejednolike promjene električne struje i napona. Izvori su električnog šuma neravnomjerno protjecanje električnog naboja kroz elektronske cijevi i poluvodičke elemente i neravnomjerna kinetička energija elektrona u vodičima. Zbog toga je svaki elektronički element (tranzistor, dioda i drugi) i svaki otpornik izvor šuma. Šum je najčešće nepoželjan i nastoji se smanjiti kako bi ravnomjerna promjena promatrane struje ili napona bila što uočljivija. Šum i problemi njegova smanjivanja osobito su važni u uređajima koji primaju slabe električne signale, kao radiouređaji, radar i televizija. Bijelim šumom naziva se šum jednoliko raspodijeljen po svim frekvencijama, a može poslužiti kao izvor frekventno ravnomjernoga signala. Šum koji dopire iz svemira analizira se u astronomiji radi određivanja aktivnosti zvijezda.